# Alcaldía de San Diego
La alcaldía de San Diego es el poder ejecutivo del municipio homónimo, creada el 14 de enero de 1994 tras la creación del mismo. Es encabezada por el alcalde, quien actualmente es León Jurado que gobierna desde el 10 de diciembre de 2017.

## Historia
A partir de la década de los 80, el municipio empezó a crecer, gracias a constructoras que realizaron obras como El Morro I y II, La Esmeralda, Yuma, Los Jarales, etc, dando a su paso Juntas Pro-Municipio, para lograr su autonomía.

Hasta que la Asamblea Legislativa de Carabobo se avocó a la pretensión de los solicitantes, por llenarse los extremos exigidos por el artículo 20 de la Ley Orgánica de Régimen Municipal. La Asamblea Legislativa de Carabobo anunció el 14 de enero de 1994 en gaceta oficial Nro.º 494 lo siguiente:
Art. 1º. Se crean cuatro nuevas entidades denominadas Municipio Naguanagua, Municipios los Guayos, Municipio San Diego y Municipio libertador, cuya naturaleza corresponde al ente definido como Municipio en los artículos 25 de la Constitución Nacional y 3º de la Ley Orgánica de Régimen Municipal.
El día 3 de febrero de 1995 se realizaron elecciones en el municipio para elegir al alcalde y siete concejales, resultando electo José Gregorio Ruiz, y los concejales Aníbal Montenegro, Elizabeth Figueroa, Giuseppe Corbino, José Valera, Freddy González, Olivia de Chirinos y Ángel Navas.
El 4 de diciembre de 1995, en la Iglesia de San Diego, es juramentado el alcalde electo José Gregorio Ruiz, y los 7 concejales, conformando el nuevo gobierno municipal Municipio San Diego. 
En 1999 se cambia la constitución al igual que la composición de un gobierno municipal.

## Entes municipales
- Instituto Autónomo Municipal Policía de San Diego
- Fumcosandi
- Vialsandi
- Iamdesandi
- Fundación San Diego para los Niños
- Fundación Salud Para Todos
- Cuerpo de Bomberos del Municipio San Diego
- Consejo Municipal de Derechos del Niño, Niña y Adolescente

## Alcaldes de San Diego
| Alcalde                     | Período      | Partido              | Notas                                         |
| --------------------------- | ------------ | -------------------- | --------------------------------------------- |
| José Gregorio Ruiz          | 1995-2000    | Acción Democrática   | Primer alcalde electo                         |
| José Gregorio Ruiz          | 2000-2004    | SEGUIMOS             | Reelecto                                      |
| Vicencio Scarano Spisso     | 2004-2008    | COPEI                | Segundo alcalde electo                        |
| Vicencio Scarano Spisso     | 2008-2013    | Cuentas Claras       | Reelecto (se postergan las elecciones un año) |
| Vicencio Scarano Spisso     | 2013-2014    | Cuentas Claras - MUD | Reelecto (destituido por el TSJ)              |
| Rosa Brandonisio de Scarano | 2014-2017    | MUD                  | Tercera alcaldesa bajo elecciones directas    |
| León Jurado                 | 2017- actual | MUD                  | Cuarto alcalde bajo elecciones directas       |